# 오산초등학교 향동분교
오산초등학교 향동분교는 대한민국 전라남도 진도군 고군면 향동리에 있었던 공립 초등학교이다.

## 연혁
- 1938년 5월 18일 향동공립심상소학교로 인가
- 1941년 4월 1일 향동공립국민학교로 개칭
- 1950년 6월 1일 향동국민학교로 교명 변경
- 1982년 3월 1일 금호도분교 관리
- 1984년 3월 5일 병설유치원 개원
- 1996년 3월 1일 향동초등학교로 개칭
- 2000년 3월 1일 오산초등학교 향동분교로 편입
- 2009년 9월 1일 폐교